# جون وليام ليندت
جون ويليام ليندت (1845-1926)، زميل في الجمعية الجغرافية الملكية، ألماني مولد في أستراليا، مصور للمناظر الطبيعية وللأعراق البشرية، ومن أوائل المصورين الصحفيين، ورسام بورتريه.

## مصور فوتوغرافي
بعد عودته القصيرة إلى ألمانيا في عام 1867، تولى ليندت إدارة استوديو فاغنر في عام 1869. تزوج من ابنة فاغنر، آنا في 13 يناير 1872 وفي مارس 1873 نقل الاستوديو إلى مكان أكثر فخامة في شارع برينس. هناك، أعلن عن «صور بأي حجم وأسلوب من الفن، مساوية لمنازل سيدني. صور فورية كبيرة للخيول والماشية». بين عامي 1870 و1873 صوّر مناظر للبلدة، ومشاهد للمناجم، وصور جماعية. تتميز صوره بموضوع العشرة لفرق من عمال الأدغال.

## مواضيع السكان الأصليين
نحو عام 1873-1874، وباستخدام عملية كولوديون اللوح الرطب البطيئة والشاقة، أنتج ليندت صورًا للسكان الأصليين المحليين في بيئتهم وهم يقومون بإجراء احتفالات تقليدية فعلية في منطقة نهر كلارنس، وفي الاستوديو الخاص به. تمكن ليندت من التحكم بالأشخاص من ناحية التركيب كونهم في الاستوديو حيث يضعهم في عمليات استجمام متقنة للبيئة الطبيعية، وهم يرتدون ملابس تقليدية، ومحاطين بأدوات، بالتالي يكون قادرًا على تحضير ومعالجة ألواحه بالكيمياء المعقدة اللازمة في غرفة المظلمة. طُبعت صوره بالتلامس من صور سالبة ضخمة مبللة مقاس 20 × 16 بوصة (50.8 سم × 40.64 سم). ضم ألبومه، السكان الأصليين الأستراليين، لعام 1874 اثني عشر صورة من هذه السلسلة. خلال سنوات غرافتون، منذ 1869-1876، أنتج ليندت الأنواع الأسترالية (1873-1874)، والمناظر الأسترالية المميزة (1875) بتكليف من حكومة نيو ساوث ويلز لمعرض فيلادلفيا المئوي لعام 1876. تضمنت الألبومات صورًا مؤلفة ومكشوفة بدقة مثل معسكر الفنان (بالقرب من وينترفيل)، وتاور هيل كريك، نيوساوث ويلز، كل منها مطبوعة بدقة، وهي صفات حافظ عليها في صوره منذ ذلك الوقت فصاعدًا.

سجل التعليق المعاصر صور استوديو السكان الأصليين على أنها «أول محاولة ناجحة لتمثيل السود الأصليين بصدق وفنيًا». توسعت صحيفة سيدني مورنينغ هيرالد في 24 نوفمبر 1874 في ما جعل الصور جذابة للأوروبيين؛
لا يوجد جزء مستقر من مستعمرتنا يوفر حقلًا أفضل لدراسة حياة الأدغال الأصلية من ذلك الذي قدمته أنهارنا الشمالية، لأنه هناك -على الرغم من تناقص أعدادهم سنويًا مع ازدياد استيطان أراضيهم من قبل السكان البيض- يحافظ السود على عاداتهم وتقاليدهم، ويلتزمون بشكل وثيق بالحياة الأصلية الحقيقية أكثر من القبائل الموجودة في مناطق أخرى من نيو ساوث ويلز، ويمكن الثناء على السيد ليندت على الاستخدام الفني الذي قام به للموضوعات الصارمة التي كانت تحت تصرفه.
يحدد التقرير بوضوح حنينًا ساخرًا للطرق التقليدية لهؤلاء الأشخاص والتي أصبحت عاطفية من خلال ملاحظة «أعدادهم المتناقصة» حيث طهِر بلدهم من قبل قاطعي الأشجار، مما يعبر عن موقف مشترك بين المستعمرين بأن السكان الأصليين محكوم عليهم بالفناء. تعرفوا على العديد من الأفراد في صور مجموعة ليندت في مقال في غرافتون أرغوس الذي غطى مناسبة مغادرته إلى سيدني على متن السفينة البخارية أغنيس إيرفينغ حيث نشر ألبومه «12 منظرًا 6 بوصات في 8 بوصات، مثبتة على ورق مقوى ملون، 12×10 بوصات، رُتب الكل في غلاف المجموعة... والذي عند ربطه يشكل هدية مناسبة للأصدقاء في إنجلترا وأجزاء أخرى». تقدم مقالة أرغوس أوصافًا لكل صورة، على سبيل المثال:
رقم 6 هو مجموعة من السكان الأصليين تضم «الملك تشارلي» من أولمارا، مع والدته والجن، «الملك تشارلي» لديه صفيحة الهلال النحاسية حول عنقه والتي تُستخدم للدلالة على رتبته، وتقدم الأدوات الحربية المكونة من «الكيد المرتد» و«نولا نولا» و«هيليمان» و«رمح» مع مجموعة من «أكياس ديلي» والأجهزة الأخرى للاستخدام المحلي.
بحسب الألبوم المنشور، وفي عرضه في المعارض في فيلادلفيا، وكلكتا، وأمستردام، وفي إعادة الطباعة الميكانيكية اللاحقة في ثمانينيات القرن التاسع عشر، حُذفت التسميات التوضيحية، وبالتالي الهويات، ولم تُسمَ عشائر ولغات الأشخاص (غومباينغير وباندجالونغ)، وفي النسخ الأخرى لم توضح عناوين الموضوعات بل مثلتها بصورة خاطئة على أنها من «فيكتوريا» أو في أي مكان آخر. تعتبر مناظر الاستوديو والخلفيات، على الرغم من تفصيلها، عامة مع القليل من الإشارة إلى الأوطان الفعلية للأشخاص المصورين. في الآونة الأخيرة، بالتعاون مع معرض غرافتون الإقليمي، تتبعت السليلة شونا بوستوك سميث، والباحثة أنيكا كورسغارد، وآخرون هويات الأشخاص.
على الرغم من طبيعتها المبنية وتصويرها لما كان يُنظر إليه آنذاك (بشكل غير صحيح) على أنه ثقافة متلاشية، فإن لوحات ليندت للسكان الأصليين حظيت بتقدير كبير باعتبارها سجلات علمية عند إعدادها، لدرجة أن حكومة نيو ساوث ويلز اشترتها لتقديمها إلى «مختلف المؤسسات العلمية في البلد القديم». أرسِل العديد منها في عام 1875 إلى الدارويني الإيطالي إنريكو جيجليولي. الهويات الحالية لمثل هذه المؤسسات، متحف البشرية، والمعهد الملكي للأنثروبولوجيا، وجمعية الكومنولث الملكية (في لندن)، ومتحف بيت ريفرز في أكسفورد، كلها تحتفظ بالنسخ، ومجموعة واحدة، محفوظة الآن في متحف جامعة كامبريدج للآثار والإثنولوجيا، حصل عليها فون هيغل في زيارته إلى جنوب المحيط الهادئ 1874-1877.

## غينيا الجديدة
في عام 1885، انضم ليندت، عالم أعراق بشرية متحمّس لمعتقد القرن التاسع عشر، إلى اللواء السير بيتر سكراتشلي، المشرف على الدفاعات الساحلية، في رحلة استكشافية من سيدني إلى الحاكم بلاكال إلى محمية غينيا الجديدة البريطانية المعلنة حديثًا. بصفته مصورها الرسمي، كانت رحلته الأولى على نهر لالوكي حتى شلالات رانو إلى القرى الأصلية في سادارا وماكار، ثم أعدّ صور لبحيرة في ميناء بورت مورسبي، قبل المغامرة في أوين ستانلي رينج، في الليل عالج ألواحه بضوء مصباح الكيروسين الملفوف بقطعة قماش تجارية حمراء. بعد تلقيه أنباء عن مرض زوجته، عادا، لكن السير بيتر سكراتشلي مات من الحمى في رحلة العودة.
أنتج ليندت عدة مئات من اللوحات الجافة السالبة للحياة القبلية، وعُرض الألبوم الناتج في المعرض الهندي والاستعماري في لندن عام 1886. خلال زيارة للمؤسسات والمصنعين البصريين الذين يمثلهم تجاريًا، حصل ليندت على ناشر لخمسين صورة من هذه الصور في غينيا الجديدة الخلابة (لندن، 1887) والتي طبعت في عملية طباعة تلقائية جديدة، مستفيدة بالكامل من ظهور الطباعة بنصف الألوان. بهذه الطريقة، كانت صور ليندت في ثمانينيات القرن التاسع عشر هي الأقدم من بي إن جي التي شاهدها جمهور أوسع، مما عزز سمعته كمصور. لاحظ هاسيلبيرغ وكوانتشي أن صور ليندت الأيقونية، مثل حامل المياه، وزورق الإبحار لاكوتوي، ومنازل الأشجار، أصبحت نماذج يحتذي بها المصورون الذين تبعوا ذلك.
في العام التالي، كُرم بتعيينه زميلًا في الجمعية الجغرافية الملكية. في عام 1888 أشاد أرغوس بجودة هذا العمل: «غالبًا ما كانت مسألة النقاش إلى أي مدى، أو ما إذا كان التصوير الفوتوغرافي يمكن اعتباره فنًا جيدًا. من خلال عمل حون وليام ليندت، حُدد هذا السؤال بطريقة تمثل انتصارًا لمهنته».

## استوديو شارع كولينز
في عام 1889، نقل ليندت الاستوديو الخاص به إلى 177 شارع كولينز، وفي 10 يوليو 1889 تزوج من المصممة كاثرين إليزابيث كوزينز بعد وفاة زوجته الأولى في 27 مايو 1888 عندما ولدت جنينًا ميتَا.